# Henk Booysen
Henk Booysen (né le 1er novembre 1972) est un athlète sud-africain, spécialiste du lancer du poids, ainsi qu'un haltérophile.

## Biographie
Il remporte la médaille d'or du lancer du poids lors des Jeux africains de 1995 à Harare en atteignant la marque de 18,80 m.
En 1996, il s'adjuge la médaille d'or des championnats d'Afrique, à Yaoundé au Cameroun, avec un lancer à 17,34 m. 
Il est triple médaillé d'argent à l'arraché, à l'épaulé-jeté et au total dans la catégorie des moins de 105 kg aux Championnats d'Afrique d'halétrophilie 1997 en Égypte et aux Championnats d'Afrique d'haltérophilie 1998 à Alger,. 

### Palmarès
| Date | Compétition            | Lieu    | Résultat | Épreuve         | Performance |
| ---- | ---------------------- | ------- | -------- | --------------- | ----------- |
| 1995 | Jeux africains         | Harare  | 1er      | Lancer du poids | 18,80 m     |
| 1996 | Championnats d'Afrique | Yaoundé | 1er      | Lancer du poids | 17,34 m     |

| Date | Compétition            | Lieu   | Résultat | Épreuve               | Performance |
| ---- | ---------------------- | ------ | -------- | --------------------- | ----------- |
| 1997 | Championnats d'Afrique | Égypte | 2e       | Arraché (+105 kg)     |             |
| 1997 | Championnats d'Afrique | Égypte | 2e       | Épaulé-jeté (+105 kg) |             |
| 1997 | Championnats d'Afrique | Égypte | 2e       | Total (+105 kg)       | 310 kg      |
| 1998 | Championnats d'Afrique | Alger  | 2e       | Arraché (+105 kg)     |             |
| 1998 | Championnats d'Afrique | Alger  | 2e       | Épaulé-jeté (+105 kg) | 185 kg      |
| 1998 | Championnats d'Afrique | Alger  | 2e       | Total (+105 kg)       |             |

### Records
| Épreuve         | Performance | Lieu        | Date         |
| --------------- | ----------- | ----------- | ------------ |
| Lancer du poids | 19,34 m     | Pietersburg | 3 avril 1995 |